# مسجد سلطنتی ابوبکر
مسجد سلطنتی ابوبکر (مالایی: Masjid Diraja Abu Bakar) (به انگلیسی: Abu Bakar Royal Mosque)، مسجد سلطنتی پاهانگ است که در پکان، پاهانگ، مالزی قرار دارد. این مسجد در سال ۱۹۷۶ به‌طور رسمی توسط سلطان احمد شاه افتتاح گردید و جایگزین مسجد عبدالله یا مسجد سلطنتی قدیم شد.
آرامگاه یادمانی سلطنتی از ویژگی‌های در خور توجه این مسجد است.